# 林竹男
林 竹男（はやし たけお、1919年8月23日 - 1992年9月18日）は、大阪府出身の日本の物理学者。京都大学名誉教授。理学博士（京都大学）。元京都大学原子炉実験所（現：京都大学複合原子力科学研究所, KURNS）第4代所長。日本原子力学会強力中性子源研究専門委員会構成委員。
専門は、原子核物理学・核融合炉開発。

## 経歴
1943年に京都帝国大学理学部物理学科を卒業し、1944年京都府立高等農林学校講師。1949年西京大学（現：京都府立大学）の発足により同助教授兼任となり、1958年同教授に昇格する。1964年に京都大学原子炉実験所（現：京都大学複合原子力科学研究所, KURNS）教授となり、1980年から1983年まで同実験所第4代所長を務めた。1983年に京都大学を退官し（名誉教授）、大阪工業大学教授となる（1990年まで）。

## 主な著書
共著
- 『物理学概論』（岡部金治郎、高橋勲、1956年）